# Andrzej Walknowski
Andrzej Walknowski herbu Strzemię – dworzanin królewski w 1565 roku.
Poseł na sejm piotrkowski 1565 roku z ziemi łomżyńskiej.